# Teemu Sippo
Mons. Teemu Jyrki Juhani Sippo, S.C.I. (20. května 1947, Lahti) je finský katolický kněz, člen Misionářů Nejsvětějšího Srdce Ježíšova a emeritní biskup helsinský.

## Život
Narodil se 20. května 1947 v Lahti. Byl luterán a roku 1966 konvertoval k Římskokatolické církvi. O čtyři roky později se rozhodl začít studovat, aby se stal knězem. Stal se členem kongregace Misionářů Nejsvětějšího Srdce Ježíšova. V roce 1970 začal studovat v semináři na Univerzitě Alberta Ludwiga v Freiburgu. Diplomovou práci psal o Zásadách protestantismu Paula Tilliche. Jeho poradce teze byl Karl Lehmann. Na kněze byl vysvěcen 28. května 1977.
Působil v Helsinkách a v Jyväskylä. Dne 16. června 2009, papež Benedikt XVI. jmenován biskup diecéze Helsinky. Stal se nástupcem biskupa Józefa Wróbela který byl dne 28. června 2008 jmenován pomocným biskupem arcidiecéze Lublin a titulárním biskupem Suaským. Teemu Sippo byl vysvěcen na biskupa dne 5. září 2009 z rukou kardinála Karla Lehmanna a spolusvětiteli byli Józef Wróbel, S.C.I. a Czesław Kozon.
Dne 20. května 2019 přijal papež František jeho rezignaci na post biskupa Helsinek.